# Liste der Stadtammänner von Baden AG
Die Liste der Stadtammänner von Baden listet chronologisch die Stadtammänner der Schweizer Stadt Baden im Kanton Aargau auf.
Der Stadtammann entspricht in seiner Funktion dem Gemeindeammann in anderen Aargauer Gemeinden und dem Gemeindepräsidenten bzw. Stadtpräsidenten in anderen Kantonen. Er ist eines von sieben Mitgliedern des Stadtrates (entspricht dem Gemeinderat), sein Stellvertreter ist der Vizeammann. Als Vorsteher der Stadt leitet der Stadtammann die Sitzungen des Stadtrates, ausserdem kann er in dringenden Fällen Präsidialentscheide treffen. Bis 1798, als Baden Teil der Grafschaft Baden und somit Untertanengebiet der Eidgenossenschaft war, stand ein Schultheiss an der Spitze der Stadt. Während der Zeit der Helvetischen Republik (1798–1803) führte ein Präsident die Munizipalität an. Das Amt des Stadtammanns in seiner heutigen Form existiert seit 1803.
Als Stadtammänner amtierten bisher:
| Amtsdauer | Person                      | Partei     |
| --------- | --------------------------- | ---------- |
| 1803      | Sebastian Franz Xaver Dorer | -          |
| 1803–1811 | Philipp Nieriker            | -          |
| 1811–1820 | Kastor Dominik Baldinger    | -          |
| 1820–1823 | Bernhard Dorer              | -          |
| 1823–1824 | Joseph Ulrich Gubler        | -          |
| 1824–1831 | Lukas Surläuly              | -          |
| 1832–1837 | Kaspar Borsinger            | -          |
| 1838–1842 | Kaspar Joseph Baldinger     | -          |
| 1842–1852 | Johann Ulrich Hanauer       | -          |
| 1853–1862 | Friedrich Joseph Bürli      | -          |
| 1863–1881 | Josef Zehnder               | -          |
| 1881–1893 | Armin Kellersberger         | FDP        |
| 1894–1901 | Carl Pfister                | -          |
| 1901–1910 | Arnold Reisse               | -          |
| 1910–1927 | Josef Jäger                 | FDP        |
| 1927–1948 | Karl Killer                 | SP         |
| 1948–1973 | Max Müller                  | FDP        |
| 1973–1985 | Victor Rickenbach           | FDP        |
| 1985–2006 | Josef Bürge                 | CVP        |
| 2006–2013 | Stephan Attiger             | FDP        |
| 2013–2017 | Geri Müller                 | team baden |
| 2018–     | Markus Schneider            | CVP        |